# Jamie Thomas King
Thomas Edward James „Jamie“ King (* 9. Juli 1981 in London, England) ist ein britischer Schauspieler.

## Leben
King ist der Sohn der US-amerikanischen Drehbuchautorin Laura Lamson (1948–2008) und des britischen Fernsehregisseurs Christopher King. Er besuchte das Dulwich College, später das Fine Arts College in Hampstead und studierte anschließend für drei Jahre an der London Academy of Music and Dramatic Art. Er schloss sich später dem Royal National Theatre an und wirkte an mehreren Bühnenstücken mit. Er ist seit dem 1. September 2013 mit der kanadischen Schauspielerin Tamara Podemski verheiratet. Um Verwechslungen mit der US-amerikanischen Schauspielerin Jaime King auszuschließen, ließ er den Namen Thomas in seinem Künstlernamen stehen.
Er begann Anfang der 2000er Jahre mit ersten Besetzungen in verschiedenen Fernsehserien. Überregionale Bekanntheit erlangte er durch seine Rolle des Thomas Wyatt in der Fernsehserie Die Tudors, die er von 2007 bis 2008 in insgesamt 14 Episoden verkörperte. Danach wirkte er auch in US-amerikanischen Fernsehserien wie CSI: Miami oder Private Practice mit. Er übernahm kleine Filmrollen in Like Crazy und Dame, König, As, Spion im Jahr 2011. Im Folgejahr übernahm er eine der Hauptrollen im Spielfilm Grimm’s Snow White und 2013 im Fernsehzweiteiler Air Force One Is Down. Zuletzt trat er in Episodenrollen verschiedener Fernsehserien wie Murdoch Mysteries, The Originals, Coroner – Fachgebiet Mord oder Elementary in Erscheinung.

## Filmografie
- 2001: Shades (Mini-Serie, Episode 1x06)
- 2003: Bad Girls (Fernsehserie, 6 Episoden)
- 2003: Inspector Barnaby (Fernsehserie, Episode 7x01)
- 2004: Casualty (Fernsehserie, Episode 19x06)
- 2005: The River King
- 2006: Tristan & Isolde
- 2006: Vampire Diary
- 2007–2008: Die Tudors (Fernsehserie, 14 Episoden)
- 2008: The Cleaner (Fernsehserie, Episode 1x09)
- 2008: Lost City Raiders (Fernsehfilm)
- 2008: CSI: Miami (Fernsehserie, Episode 7x09)
- 2009: Private Practice (Fernsehserie, Episode 2x19)
- 2009: Mad Men (Fernsehserie, Episode 3x06)
- 2010: Day One (Fernsehfilm)
- 2011: Like Crazy
- 2011: Marchlands (Mini-Serie, 5 Episoden)
- 2011: The Legend of Hell’s Gate: An American Conspiracy
- 2011: Dame, König, As, Spion (Tinker Tailor Soldier Spy)
- 2012: Grimm’s Snow White
- 2012: Storage 24
- 2012: Tower Block
- 2012: Call the Midwife – Ruf des Lebens (Fernsehserie, Episode 2x04)
- 2013: Air Force One Is Down (Fernsehfilm)
- 2014: Mr. Turner – Meister des Lichts (Mr. Turner)
- 2014: Gunpowder 5/11: The Greatest Terror Plot (Fernsehdokumentation)
- 2017: Murdoch Mysteries (Fernsehserie, Episode 11x04)
- 2018: The Originals (Fernsehserie, Episode 5x05)
- 2019: Coroner – Fachgebiet Mord (Coroner) (Fernsehserie, Episode 1x07)
- 2019: Elementary (Fernsehserie, Episode 7x01)